# 非預期懷孕
非預期懷孕（Unintended pregnancies）也稱為意外懷孕、非計劃懷孕或非期望懷孕，是在受孕時，女方沒有預期會懷孕（或是不希望懷孕），卻發生的懷孕，沒有預期要懷孕的原因可能是時機不宜或不在計劃內。非預期懷孕也可能是因為強姦（強姦後懷孕）、近親性交或是其他強迫或非情願的性行為的結果。
沒有進行避孕（可能是選擇性的不避孕，或是刻意不避孕）的陰道性行為是造成非預期懷孕的主要原因。沒有用正確的方式避孕或是避孕方式失效也可能造成非預期懷孕。可以使用的避孕方式包括避孕丸、避孕套、子宮環（IUD、IUC、IUS）、植入式避孕器（implanon/nexplanon）、避孕贴、NuvaRing、宫颈帽、避孕隔膜、殺精劑或是結紮。女性會依照其避孕效果、醫療建議、副作用、方便性、是否容易取得、家人或是朋友的經驗、宗教觀點等因素而選擇使用的避孕方式。不同文化或是群體對於避孕有不同的觀點，有些會因著道德或是政治因素，限制或是不鼓勵提供避孕用品，或者認為不適合無限制的提供避孕用品（例如提供避孕套給未婚者）。
非預期懷孕可能是不適當時機下出現的懷孕，也可能是根本不希望發生的懷孕。1999年全世界有38%的懷孕是非預期懷孕，共計有八千萬人。非預期懷孕是堕胎的主要原因，因此1999年約造成四千二百萬的堕胎，也不是所有的非預期懷孕都是以堕胎結束。非預期懷孕曾認為和許多母親和小孩的健康問題有關係。

## 預期懷孕和非預期懷孕
預期懷孕（intended pregnancy）是指在受孕時有懷孕的意願。臨床上判斷預期懷孕或非預期懷孕會以女性的意願為準。
對於是否要懷孕的想法可能會隨著懷孕過程而改變。例如一開始是預期懷孕的懷孕，可能會因為外在環境的變化而不希望繼續懷孕，反而希望中止妊娠，另一方面，一開始是非預期懷孕的懷孕，也可能後來男方及女方會希望將孩子生下來。
夫妻常常不只是希望控制小孩的數量，也會希望控制小孩出生的時機。

## 原因
非預期懷孕有許多不同的原因。有可能是因為避孕失效（正確的使用避孕方式，但仍然懷孕），現今已有許多效果很好的避孕方式，因此由於避孕失效而導致的非預期懷孕比例不高。另一種可能是依錯誤的方式進行避孕，例如因為對於避孕方式不瞭解而誤用錯誤的避孕方式，或是使用的保險套在性交時破裂，其實無法達到避孕效果。或是在泌乳期無月經，就認為是安全期
另一種原因是因為沒有進行避孕或是家庭計劃。有可能是因為對性、生殖或是避孕方式的認識不足，因此沒有避孕，也有可能是因為避孕工具需要處方才能取得而未避孕，另一種可能是誤以為女方不會受孕，例如是在停經期，或是之前曾診斷為不孕。
沒有進行避孕的另一種原因是違背女方意願的性行為，或是違背女方意願，刻意不在性行為中避孕，其中包括強制性交、強姦，或是可能在家庭暴力中出現的強制避孕。和預期懷孕相比，非預期懷孕比較可能和虐待有關。這也包括生育控制破壞，是刻意破壞伴侶生育控制的方式，以降低甚至消除其避孕的效果。

## 影響
非預期懷孕也會有懷孕的風險及懷孕併發症。因為事先沒有預期要懷孕，非預期懷孕本身的影響會較一般懷孕要大。假如孕婦未婚，是仍在學中的青少年，則這也屬於青少年懷孕，可能會對其生理及心理層面造成影響。若懷孕是因為夫妻之間未避孕或是避孕失敗所造成，非預期懷孕仍可能會影響家庭中的經濟能力。
懷孕的結果有幾種：孕婦生產、胎兒在子宮內死亡、孕婦因為流產或墮胎等原因中止妊娠等。後面兩種的影響主要是在孕婦本身，若是孕婦生產（非預期分娩），非預期分娩會影響母親、嬰兒及母嬰關係。根據美國2012的統計報告，在1982年以後出生的美國人，有超過1/3是因為非預期懷孕而出生。
平均而言，非預期懷孕對母親會有負面影響，若嬰兒出生，對嬰兒也比較容易會有負面影響。非預期懷孕之前一般不會經過孕前諮詢及孕前護理，有時也會延遲開始產前檢查的時間。非預期懷孕是墮胎主要的原因。

## 預防
非預期懷孕的預防方式包括全面的性教育、可以取得家庭計劃服務的資訊、性禁慾、及可以利用各種有效生育控制的方式進行避孕。大部份的非預期懷孕是因為在性行為時未進行避孕所造成，也有許多是因為沒有持續性避孕，或是避孕方式錯誤所導致，不過進行性行為比率的增加也是非預期懷孕的原因之一。
長效可逆避孕裝置（像是子宮環或避孕貼布）錯誤使用的機率不高，因此使用這類避孕方式可以減少非預期懷孕的機率。現代有些避孕方式效果良好，失效率較低，而比較大的問題反而是無法取得這類的避孕方式
在美國，曾經非預期懷孕的女性之後再有未計劃懷孕的比例比較高。因此不論是在產前、產後甚至是墮胎之後，進行家庭計劃及教授避孕都有助於減少未計劃懷孕的再次發生。
提供避孕方式及家庭計劃的成本不高，不過可以避免一些非預期懷孕的出現。許多有非預期懷孕風險的人其收入不高，即使如此，避孕方式對他們仍然相關具有成本效益，只是前期成本會是阻礙。補貼家庭計劃服可以增進人口的健康，而且節省了醫療、教育及其他社會的成本，節省了政府及保險公司的支出。
在開發中國家有二億女性有非預期懷孕的風險，而且無法取得避孕方式，提供她們現代的避孕設備，每年約需要美金39億元，此項支出每年預計可以減少5200萬個非預期懷孕的個案，每年減少150萬孕产妇及嬰兒死亡的案例，並且減少64%的墮胎（每年2500萬起案例）。因為減少了懷孕相關的疾病，可以減少了2700萬的质量调整寿命年，代價是健康的人每年要付美金144元。
理論上，減少非預期懷孕可以打破世襲貧窮的情形。

## 流行病學
註：以下的數量及發生率都是針對有檢測到懷孕的個案。有些情形可能會在婦女知道懷孕前，胎兒就已經流產了。

### 發生率
全球2008年非預期懷孕的數據是，每一千名15至44歲的婦女中，有55名非預期懷孕，其中有26名後來墮胎。相對的，每一千名15至44歲的婦女中，有79名婦女預期懷孕。2008年統計2.08億位孕婦，最後有1.02億名是如預期分娩（在符合孕婦意願的情形下分娩）、4100萬名進行墮胎、3300萬名非預期分娩（在不符合孕婦意願的情形下分娩）、3100萬名流產。
整體而言，已婚婦女進行避孕的比例由1990年的54%提昇到2003年的63%。
全球非預期懷孕的比例在1995年時是每一千人有69人，後來比例已有下降，在已開發國家下降的最快。
1999年全球非預期懷孕的比例佔懷孕人口的38%（約有8000萬人）。在已開發國家約有49%的懷孕是非預期懷孕，在開發中國家則佔36%。

## 各國資料

### 比利時
根據2013年的研究，比利時懷孕的婦女中，有16%是未計劃的懷孕、55%是預期懷孕、29%對懷孕的反應是矛盾的。

### 法國
法國約33%的懷孕是非預期懷孕。在有非預期懷孕風險的女性中，只有3%未進行避孕，有20%使用子宮環避孕。

### 俄羅斯
根據2004年俄羅斯的研究，受訪的孕婦中，有58%的孕婦是「想要生小孩，目前也是合適的時機」、有23% 是「想要生小孩，但目前其實不是合適時機」、19%的孕婦是「不想要生小孩」。

### 美國
美國非預期懷孕的比例比全球平均要高，也比其他工業化國家要高很多。美國幾乎有一半（49%）的懷孕是非預期懷孕，每年非預期懷孕數量超過三百萬。墮胎案例中有超過92%是因為非預期懷孕而墮胎，每年因為非預期懷孕的墮胎人數有80萬人。2001年的非預期懷孕婦女，有44%最後將小孩生下來，另外有42%進行墮胎，剩下的則是自然流產。

### 中華民國
2008年由衛生署國民健康局所舉行的「第10次家庭與生育力」調查，在20至49歲已婚婦女中，有77.2％曾經非計畫懷孕，非計畫懷孕婦女中，有20%至40%是用人工流產的方式終止懷孕。

## 歷史
早期在進行性行為時避免懷孕的方式包括体外排精（射精前將陰莖從女性陰道抽出）等方式，這些方式的避孕效果比完全不避孕要好一些，但很難正確使用，和現在的方式相比較，避孕的失敗率要高很多。早期也曾使用過許多認為可以殺死精子、避孕或是造成流产的設備或是藥物。
在古代時，墮胎就已用來避免生下非預期懷孕的嬰兒。在最早期的一些醫學文獻就有提到墮胎的方式。
殺嬰或遺棄兒童也是古代處理不想要的嬰兒（或是家中無力養育嬰兒）的作法。有些這類作法道德性及可行性的意見也隨著時代而改變。
在一些現代醫療不普及的地區，有時會用墮胎作為避免嬰兒出生的主要作法。例如1980年代在東歐及前蘇聯共和國內，一般理想的家庭人口數不多，但現代的避孕方式還不普及，因此許多夫婦用墮胎來控制生育，是當時合法、安全及可取得的作法。在許多國家，在1990年代隨著現代避孕方式的普及，非預期懷孕及墮胎的比例都快速下降了。
在十九世紀及二十世紀，因為嬰兒及兒童的死亡率下降，嬰兒順利養育到成年的機率提高，因此理想的懷孕次數也隨之下降。而且因為女性的教育程度及工作機會的提昇，家庭中子女的理想個數也隨之下降。因為子女的理想數量減少，因為夫婦在生育年齡中需要花更多心力來避孕，避免非預期懷孕的出現。

## 延伸閱讀
- Eisenberg, Leon; Brown, Sarah Hart. . Washington, D.C: National Academy Press. 1995. ISBN 0-309-05230-0. （原始内容存档于2013-05-25）.
- Mosher, William D., Jo Jones, and Joyce C. Abma. (2012). Intended and unintended births in the United States, 1982-2010. Hyattsville, Md.: U.S. Department of Health and Human Services, Centers for Disease Control and Prevention, National Center for Health Statistics.

## 外部連結
- CDC:Unintended Pregnancy Prevention